# Ferdinand Holböck

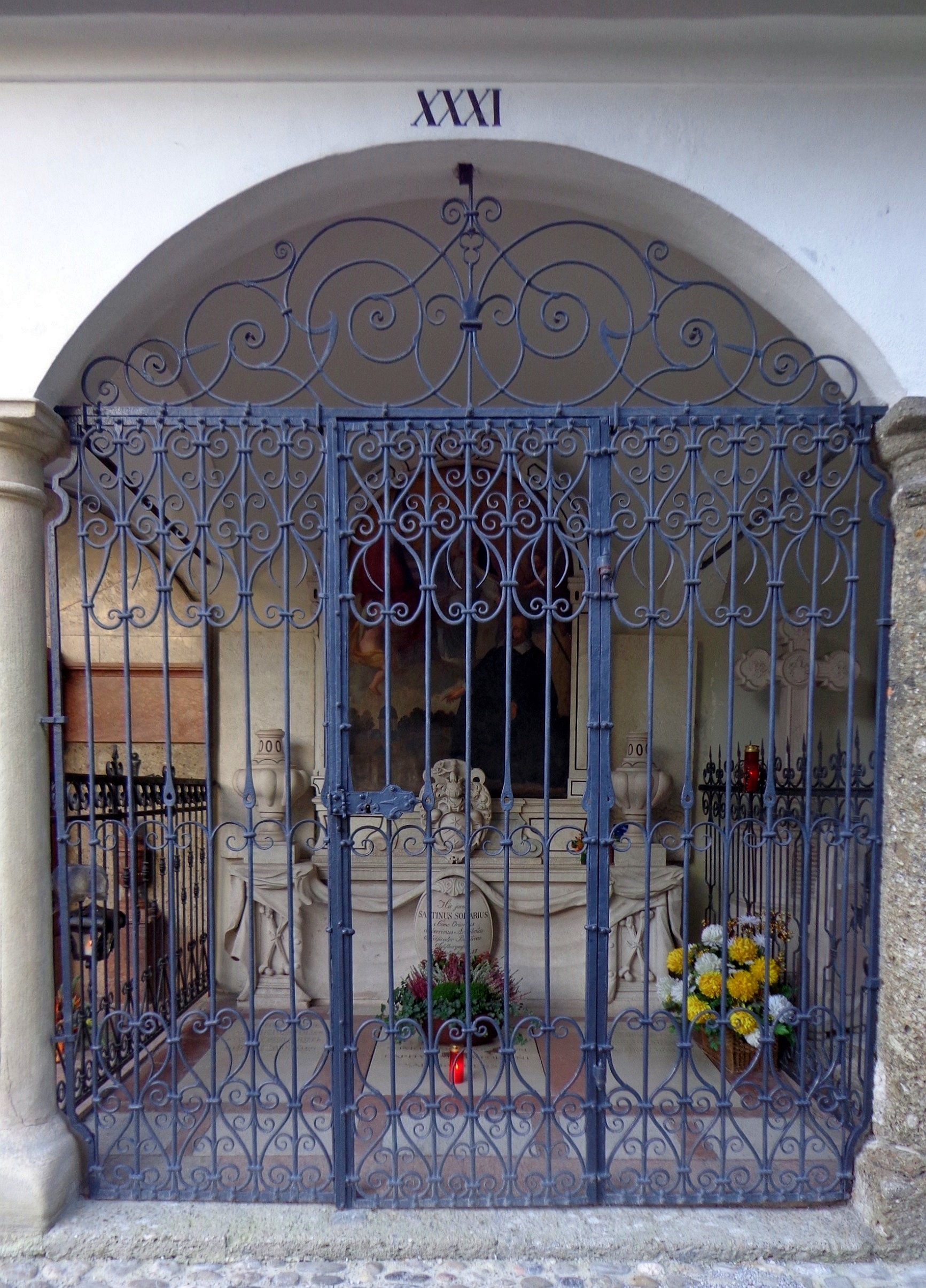
Petersfriedhof Salzburg, cripta XXXI com túmulos de cânones

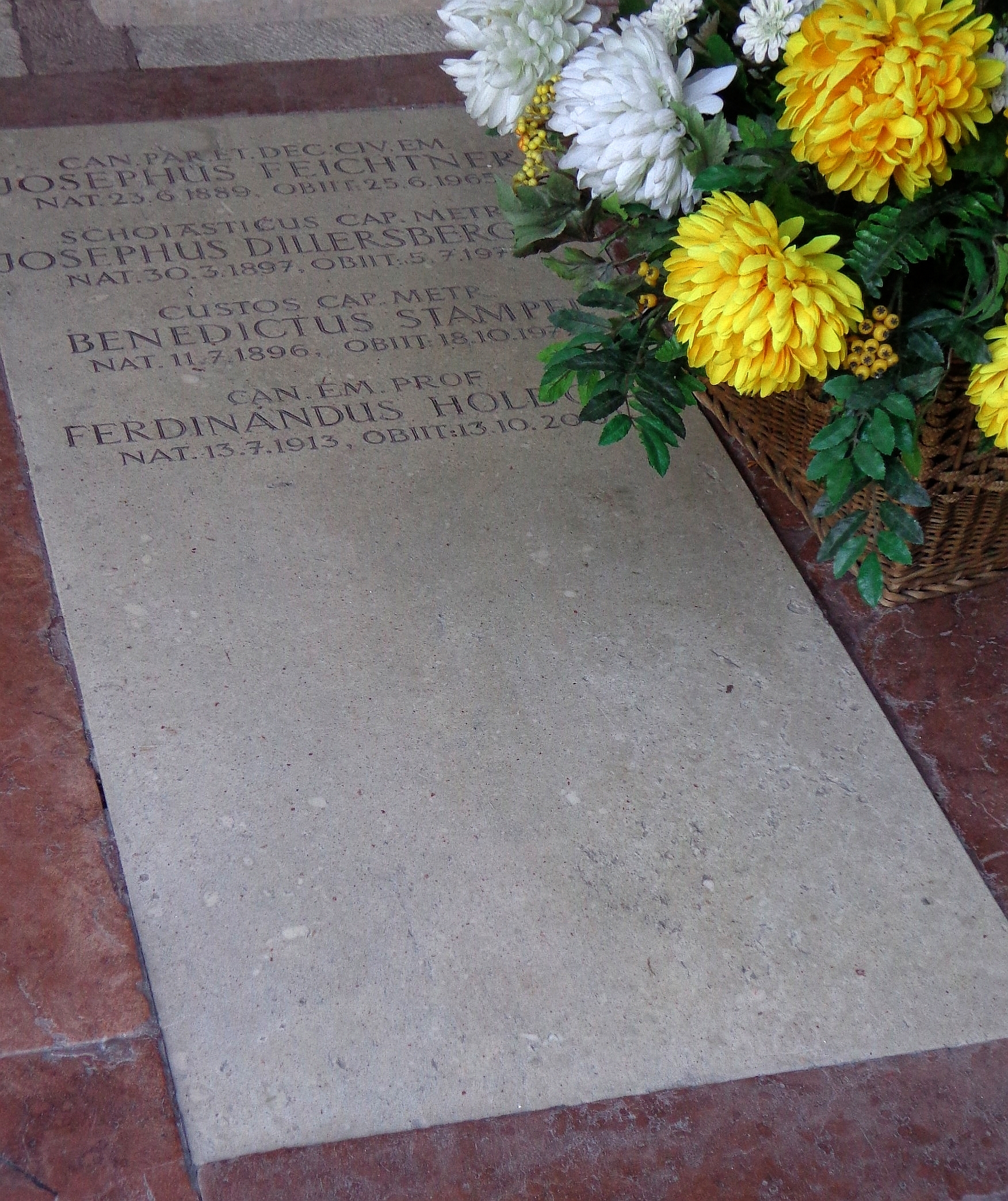
Petersfriedhof Salzburg, cripta XXXI: Túmulo de Ferdinand Holböck

Ferdinand Holböck (* 13 de Julho de 1913 em Schwanenstadt, Alta Áustria; † 13 de Outubro de 2002 em Salzburgo ) foi um padre católico austríaco e teólogo.

## Vida
Ferdinand Holböck visitou em 1924 a Escola do Arcebispo Borromäum em Salzburgo, onde com distinção em 1932 terminou o Matura. Ele então entrou no seminário e estudou no Collegium Germanicum et Hungaricum em Roma. Em Julho de 1935 recebeu sua licenciatura em filosofia magna cum laude. No dia 30 de outubro de 1938, foi ordenado sacerdote na igreja do Germanicum e instruído em Santa Maria dell'Anima, em Roma, perante a comunidade de língua alemã.
Após o " Anschluss da Áustria " em 1938, ele foi impedido de entrar em sua terra natal até 1941.
Em 1940, ele recebeu seu doutorado em teologia summa cum laude de Sebastian Tromp. Em 1941, Holböck foi para Neumarkt am Wallersee como capelão, mais tarde como cooperador de Zell am Ziller ( Tirol ) e depois como pastor de Golling e Bad Hofgastein. Após a sua nomeação como professor de religião em 15 de setembro de 1945, Holböck trabalhou por vários anos no Instituto Federal de Treinamento de Professores em Salzburgo. Em 1946 Holböck completou sua habilitação com uma tese sobre “O Decretum 'Firmiter' do IV Concílio de Latrão à Luz da Doutrina Angélica da Escolástica Primitiva” em Dogmática. Ele então trabalhou como professor universitário na faculdade de teologia da Universidade de Salzburgo. Em 1948 foi nomeado professor associado e em 1956 professor titular de dogmática. Holböck substituiu o dogmático Matthias Premm. De 1964 a 1965 ele atuou como reitor do corpo docente. Até sua aposentadoria em 1983, Holböck ensinou em Salzburgo e de 1984 a 1988 lecionou dogmática na Universidade Teológica-Filosófica de Heiligenkreuz.
Além de suas atividades de ensino, Holböck sempre foi ativo na pastoral. De 1961 a 1964 também foi Regens do seminário da Arquidiocese de Salzburgo. De 1973 a 1988, Holböck também foi membro do Capítulo da Catedral de Salzburgo.
Por muitos anos foi Presidente da Congregação Mariana para Homens. Ele também foi o editor do Österreichischer Klerusblatt por mais de duas décadas. Holböck publicou muitos livros e fez grandes esforços para promover a veneração dos santos, especialmente dos novos santos. Ele venerava Maria especialmente sob o título de Nossa Senhora de Fátima. Muitas obras hagiográficas vêm dele. Holböck apoiou o Opus Angelorum, acompanhou a comunidade de São José nos seus anos de fundação e foi assessor da revista "Der 13th".
Holböck escreveu o prefácio do polêmico livro "Anneliese Michel und ihre Dämonens", de Felicitas Goodman. Lá, ele defendeu os dois exorcistas executores, Ernst Alt e Arnold Renz , que foram condenados por homicídio negligente ("... que certamente estão livres de qualquer culpa moral"). Anneliese Michel morreu em 1976 após os 67 exorcismos realizados. Além disso, Holböck afirmou neste prefácio que os demônios existiam e podiam tomar posse de pessoas no sentido de serem possuídos. Em sua perspectiva demonológica, ele apelou para teólogos católicos como Karl Rahner, Heinrich Schlier e Joseph Ratzinger e apontou que a suposição da existência de demônios e possessão tem um lugar firme no Novo Testamento e na teologia católica.
Na década de 90, Ferdinand Holböck morreu em um acidente e foi enterrado na cripta canônica em Petersfriedhof Salzburg (cripta XXXI).

## Associações
- Pontificia Academia Theologica Internationalis (Pontifícia Academia Teológica)
- Círculo de Bênção Mariana (MSK)

## Honras
- Protonotário apostólico
- Medalha de Ouro de Honra do Estado de Salzburgo (1983)
- Cruz de Honra da Áustria para Arte e Ciência, primeira classe (1983)

## Publicações (seleção)
- Der eucharistische und der mystische Leib Christi in ihren Beziehungen zueinander nach der Lehre der Frühscholastik. Rom 1941.
- Libera nos a malo. Überlegungen zur Kirchenkrise. Pustet, München/Salzburg 1972, ISBN 3-7025-0107-X.
- Credimus. Kommentar zum Credo Pauls VI. Pustet, München/Salzburg, 3. Aufl. 1973, ISBN 3-7025-0123-1.
- Aufblick zum Durchbohrten. Christiana, Stein am Rhein 1990, ISBN 3-7171-0924-3.
- Die neuen Heiligen der katholischen Kirche. Christiana, Stein am Rhein 1992, mehrere Bände.
- Sergius von Radonesch. Der größte Heilige Russlands. Christiana, Stein am Rhein 1992, ISBN 3-7171-0968-5.
- Die 33 Kirchenlehrer. Promoviert zum Doctor Ecclesiae. Christiana, Stein am Rhein 2003, ISBN 3-7171-1107-8.

## literatura
- Peter H. Görg: HOLBÖCK, Ferdinand. In: Biographisch-Bibliographisches Kirchenlexikon (BBKL). Band 27, Bautz, Nordhausen 2007, ISBN 978-3-88309-393-2, Sp. 693–697.